# Hypsicomus longithoracalis
Hypsicomus longithoracalis är en ringmaskart som beskrevs av Hartmann-Schröder 1980. Hypsicomus longithoracalis ingår i släktet Hypsicomus och familjen Sabellidae. Inga underarter finns listade i Catalogue of Life.